# Нёнкиршан-ле-Бузонвиль
Нёнкирша́н-ле-Бузонви́ль (фр. Neunkirchen-lès-Bouzonville) — коммуна во французском департаменте Мозель региона Лотарингия на границе с Германией. Относится к кантону Бузонвиль.

## Географическое положение
Нёнкиршан-ле-Бузонвиль расположен в 36 км к северо-востоку от Меца. Соседние коммуны: Швердорф на северо-востоке, немецкий Хеммерсдорф на востоке, Герстлен на юге, Фильстроф на юго-западе, Кольман на западе, Фластроф на северо-западе.

## История
- Коммуна бывшего герцогства Лотарингия, входила в диосез Трира.

## Демография
По переписи 2008 года в коммуне проживало 326 человек.

## Достопримечательности
- Церковь святой Анны, 1750 года.